# Шёльд, Тим
Тим Скольд (швед. Tim Sköld; род. 1966) — шведский музыкант-мультиинструменталист, наиболее известный по своей работе с такими группами как Shotgun Messiah, KMFDM, MDFMK, а также Marilyn Manson.

## Биография

### Ранние годы
Тим Скольд родился 14 декабря 1966 в Шёвде, лен Скараборг, Швеция. Он вырос в свободомыслящей семье, отличавшейся своими либеральными взглядами. У Тима есть сестра по имени Линда.
В двенадцать лет у Тима появилась первая бас-гитара, а к тринадцати годам он уже играл в настоящей группе. Позже на новогодней вечеринке он встретил гитариста Гарри Коди, вместе с которым работал ещё многие годы — тогда они оба мечтали стать настоящими рок-звездами и уехать в США.
В семнадцать, после двух лет изучения технологии производства в школе-интернате, Тим переехал в собственную квартиру и начал работать на фабрике Volvo, производившей боевую технику. Через полгода ему пришла повестка в военкомат, и он добровольно пошёл в армию. С собой на базу он взял свою бас-гитару и после того, как все засыпали, уходил в ванные помещения и играл там. По выходным он продолжал репетировать вместе с Гарри Коди, а после того, как ушёл из армии, сменил много работ — например работал библиотекарем и садовником.
Когда Тиму было девятнадцать, он и Гарри сумели убедить звукозаписывающую компанию помочь им записать материал, который можно было бы использовать как демо для продвижения на американском рынке. Их старания не пропали даром, и вскоре они создали группу Kingpin.

### Kingpin
В начале 80-х Тим Тим (сменивший своё имя на этот псевдоним) и Гарри (бас-гитара и гитара соответственно), вдохновившись такими хард-роковыми группами из Лос-Анджелеса и Англии как Sigue Sigue Sputnik и Zodiac Mindwarp, создают глэм-метал-группу Kingpin. Взяв в состав Zinny J. Zan в качестве вокалиста и Stixx Galor в качестве ударника, они начинают свою карьеру с вышедшего в 1987 сингла «Shout It Out», который занимает первые места в шведских хит-парадах. В Швеции Kingpin выпускают только один альбом, Welcome To Bop City, после чего группа переезжает Лос-Анджелес.

### Shotgun Messiah
Подписав с помощью Клиффа Калтрери контракт с Relativity Records, Kingpin сменяют название на Shotgun Messiah (вследствие того, что в Сан-Франциско уже существует группа, которой принадлежат права на название Kingpin). В 1989, в качестве дебюта на международном уровне, группа выпускает альбом Welcome To Bop City с ремиксами и некоторыми изменениями под названием Shotgun Messiah.
После того, как песни «Don't Care 'Bout Nothin'» и «Shout It Out» становятся хитами на MTV, а сама группа приобретает успех после выпуска дебютного альбома, Зин решает покинуть коллектив. По предложению Гарри, Тим Тим становится вокалистом, а на место басиста они берут Bobby Lycon из Нью-Йорка. Тогда же Тим Тим, который теперь становится фронтменом группы, возвращается к своему настоящему имени Tim Skold, но заменив ö на букву «о» в фамилии.
В 1991 году группа выпускает альбом Second Coming, который восторженно принимается СМИ и который становится их самым успешным альбомом. С него выпускаются два сингла: «Heartbreak Blvd.» и «Living Without You».
После этого Shotgun Messiah выпускают пластинку I Want More, которая содержит 5 песен: это 2 панк-кавера, а также несколько перезаписанных песен с предыдущего альбома  — «I Want More», «Babylon» и акустическую версию песни «Nobody's Home». Вскоре после этого релиза состав группы вновь сокращается до двух её основателей — Тима и Гарри, а Stixx и Lycon покидают коллектив.
Скольд и Коди решают вернуться обратно в Швецию для записи третьего альбома Shotgun Messiah Violent New Breed, в котором чувствуется влияние индастриала, что приводит к смешению жанров. Этот альбом увидел свет в 1993 году, и теперь он считается культовым благодаря опередившему время объединению в себе различных влияний индастриала. Однако во время своего выхода альбом получил довольно разные отзывы и последующее равнодушие публики, что и сподвигло Тима приступить к работе над своим сольным проектом Skold.

### Skold
После распада Shotgun Messiah Тим решил перейти к сольной карьере. В 1996 году RCA выпускает его дебютный альбом Skold. Тим сам играл на всех инструментах на этом альбоме и самостоятельно исполнял все вокальные партии. Сопродюсером альбома наравне с Тимом стал Скотт Намфри.
Для раскрутки альбома Тим и его группа, собранная для живых выступлений, отправились в небольшой тур с Genitorturers, также выступая в качестве их разогревающей команды. Песни с альбома стали саундтреками к некоторым фильмам: «Hail Mary» вошла в саундтрек к Disturbing Behavior, а «Chaos» к игре для PlayStation, Twisted Metal 4, и фильму Универсальный солдат 2: Возвращение. Также во время своей сольной карьеры Тим делает ремиксы для таких групп как Prong, Nature и Drown. В Сиэтле он встречает фронтмена KMFDM Сашу Конецко.

### KMFDM/MDFMK
После непродолжительной сольной карьеры в 1997 году Скольд присоединяется к KMFDM. Его первая работа в проекте — песня Anarchy с альбома Symbols, которая становится клубным хитом. Его следующая работа в KMFDM — альбом Adios, вышедший в 1999 году. В этот раз Скольд принимал значительно большее участие в работе — он не только являлся вторым вокалистом, басистом и писателем текстов, но и продюсером, звукооператором и программистом наравне с основателем KMFDM Сашей Конецко. В результате разногласий внутри группы в 1999 году, Конецко и Скольд отделяются от проекта и окончательно останавливают работу над KMFDM, в следующем году решив начать работу заново, но уже под названием MDFMK. В 2000 году они выпускают одноименный альбом на лейбле Universal Records, который и остается единственным альбомом группы. Вскоре к Саше и Тиму присоединяется Лючия Чифарелли (Drill). В звучание коллектива явно чувствуется влияние транса и евро-попа, а также уклон в сторону электроники. Все три участника также являются вокалистами. Песня «Missing Time» становится саундтреком к мультфильму Heavy Metal 2000.
Пару лет спустя Саша, Тим и Лючия решают возродить KMFDM и выпускают альбом Attak. После этого Скольд уходит из группы. По условиям обязательства по продюсированию альбома Marilyn Manson The Golden Age of Grotesque, Скольд не может участвовать в туре KMFDM 2002 года Sturm & Drang. Как бы то ни было, он сумел присоединиться к группе во время концертов 4 и 5 июля.

### OhGr
Скольд играет на басу в группе OhGr, созданной вокалистом Skinny Puppy Nivek Ogre, в туре 2001 года в поддержку дебютного альбома Welt.

### Marilyn Manson
Первой работой Тима с Marilyn Manson становится продюсирование песни «Tainted Love», которая также становится саундтреком к фильму «Недетское кино». В 2002 году Мэнсон и Скольд работают над музыкой к фильму «Обитель зла». Большая часть записанного ими материала входит в Resident Evil Movie Soundtrack.
Официально Тим присоединяется к группе 30 мая 2002 после заявления об уходе басиста Twiggy Ramirez. Тим не только исполняет обязанности бас-гитариста, но также занимается продюсированием, редактированием, электроникой, программированием ударных, играет на гитаре, клавишных, аккордеоне, контрабасе и занимается оформлением обложки альбома Мэнсона The Golden Age of Grotesque, который группа выпускает в 2003 году.
В работе над альбомом группы 2004 года Lest We Forget: The Best Of Тим исполнял обязанности продюсера, лид-гитариста, а также бэк-вокалиста для песни Personal Jesus, кавера на Depeche Mode, которая вскоре выходит синглом.
В октябре 2006 года Мэрилин и Тим записывают кавер-версию песни «This Is Halloween» для саундтрека к фильму Тиму Бёртона The Nightmare Before Christmas in 3D. Музыкой для этой песни занимается Скольд, а вокальными партиями  — Мэнсон.
В это же время начинается работа над шестым студийным альбомом Marilyn Manson Eat Me, Drink Me. Официальная дата выхода альбома во всем мире — 5 июня 2007 года. Вся музыка для альбома написана Тимом.
В туре 2007 года Rape Of The World Тим играет на гитаре, в то время как обязанности басиста берет на себя новый участник коллектива Rob Holliday (бывший гитарист/басист таких групп как Curve, Gary Numan, The Mission и The Prodigy).
9 января 2008 года на официальной странице Marilyn Manson на сайте Myspace Мэнсон размещает новость о том, что Тим покидает коллектив и его место занимает бывший басист группы Twiggy Ramirez.

### Brütal Legend Soundtrack
После ухода из Marilyn Manson Тим принимает участие в работе над саундтреком готовящейся к выходу игры Brütal Legend. Также в работе над саундтреком участвуют такие музыканты, как Зак Уайлд, Wolfmother, Judas Priest, Black Sabbath, и Ронни Джеймс Дио.

### Doctor Midnight & The Mercy Cult
В 2009 году Тим присоединяется к новому коллективу. Проект бывшего вокалиста Turbonegro, Hank von Helvete, носит имя Doctor Midnight & The Mercy Cult. 9 мая 2011 выходит их дебютный сингл (Don't) Waste It. 11 мая состоялось первое живое выступление группы в клубе DOM, в Хельсинки. После чего, 6 июня 2011 года выпускается первый альбом I Declare: Treason.

### Skold — возвращение
Между тем, Тим не забывает и о сольной карьере. 12 апреля 2011 года он возвращается с новым синглом под названием Suck, а 10 мая 2011 года в свет выходит первый за последние 15 лет, содержащий 12 треков (плюс 2 бонус трека в deluxe версии), сольный альбом Anomie. 22 ноября 2011 года вышел второй сингл — Tonight.
В 2019 году выступает в составе группы Psyclon Nine.

## Факты
- Когда Тим появился на свет, его матери было 15 лет
- Был вокалистом в нашумевшей группе Shotgun Messiah на всех четырёх альбомах
- Дебют в KMFDM — песня «Anarchy» с альбома «Symbols»
- Играл маленькую роль в фильме «In God’s Hand», вышедшем в 1999 году
- Участвовал в записи альбомов KMFDM: «Symbols», «Adios» и «Attack»
- Создал проект MDFMK вместе с Сашей Конецко и Лючией Чифарелли
- Играл в концертном туре группы OhGr 2001 года
- В 2002 году покинул KMFDM и стал сопродюсером и басистом в группе Marilyn Manson
- Сольник «Dead God» изначально должен был называться иначе и содержать большее количество песен, но так и не был выпущен официально
- Занял место ушедшего басиста Twiggy Ramirez на альбоме «The Golden Age of Grotesque»
- Его жену зовут Эрин, они вместе с 1997 года.

## Дискография

### Kingpin
- «Shout It Out» (1987)
- Welcome To Bop City (1988)

### Shotgun Messiah
- Shotgun Messiah (1989)
- «Shout It Out» (1989)
- «Don’t Care 'Bout Nothin'» (1990)
- Second Coming (1991)
- «Heartbreak Blvd.» (1991)
- «Red Hot» (1991)
- «Living Without You» (1992)
- I Want More (1992)
- Violent New Breed (1993)
- «Enemy In Me» (1993)
- «Violent New Breed» (1993)

### Skold
- Skold (1996)
- Neverland (1996)
- Dead God (2002)
- I Will Not Forget (Сингл) (2009)
- A Dark Star (Сингл) (2009)
- Bullets Ricochet (Сингл) (2009)
- Suck (Сингл) (2011)
- Anomie (2011)
- Tonight (Сингл) (2011)
- The Undoing (2016)
- Never Is Now (2019)
- Dies Irae (2021)

### KMFDM
- Symbols (1997)
- Adios (1999)
- «Boots» (2002)
- Attak (2002)
- Blitz (2009)

### MDFMK
- MDFMK (2000)

### Marilyn Manson
- «Mobscene» (2003)
- «This is the New Shit» (2003)
- The Golden Age of Grotesque (2003)
- Lest We Forget: The Best of (2004)
- «Personal Jesus» (2004)
- «(s)AINT» (2004)
- «The Nobodies: Against All Gods Mix» (2005)
- «This is Halloween» (2006)
- «Heart-Shaped Glasses (When The Heart Guides The Hand)» (2007)
- Eat Me, Drink Me (2007)
- «Putting Holes in Happiness» (2007)

## Видеография

### Shotgun Messiah
- Don’t Care ‘Bout Nothin’ (1989)
- Shout It Out (1989)
- Heartbreak Blvd. (1992)
- Living Without You (1992)
- Violent New Breed (1993)

### Skold
- The Skold Promo Tape (1996)
  - Neverland (1996) (EP)
  - Dead God (2002) (Unreleased demo)
  - I Will Not Forget (2009) (Single)
  - A Dark Star (2009) (Single)
  - Bullets Ricochet (2009) (Single)
  - Suck (2011) (Single)[13]
  - Anomie (May 10, 2011)[14][15][16]
  - Tonight (2011) (Single)[17]

### KMFDM
- Megalomaniac (1997)
- Symbols‘97 Videos (Unreleased Live Videos) (1997)
- Skurk (Unofficial) (2003)

### Ohgr
- Minus (Live) (2001)

### Marilyn Manson
- Tainted Love (2002)
- Doppleherz (2002)
- mOBSCENE (2003)
- This Is The New Shit (2003)
- (s)AINT (2003)
- Personal Jesus (2004)
- Heart Shaped Glasses (2007)
- Putting Holes In Happiness (2007)